# 瓊奇
42°37′19″S 73°46′26″W / 42.62194°S 73.77389°W

瓊奇在湖大区的位置

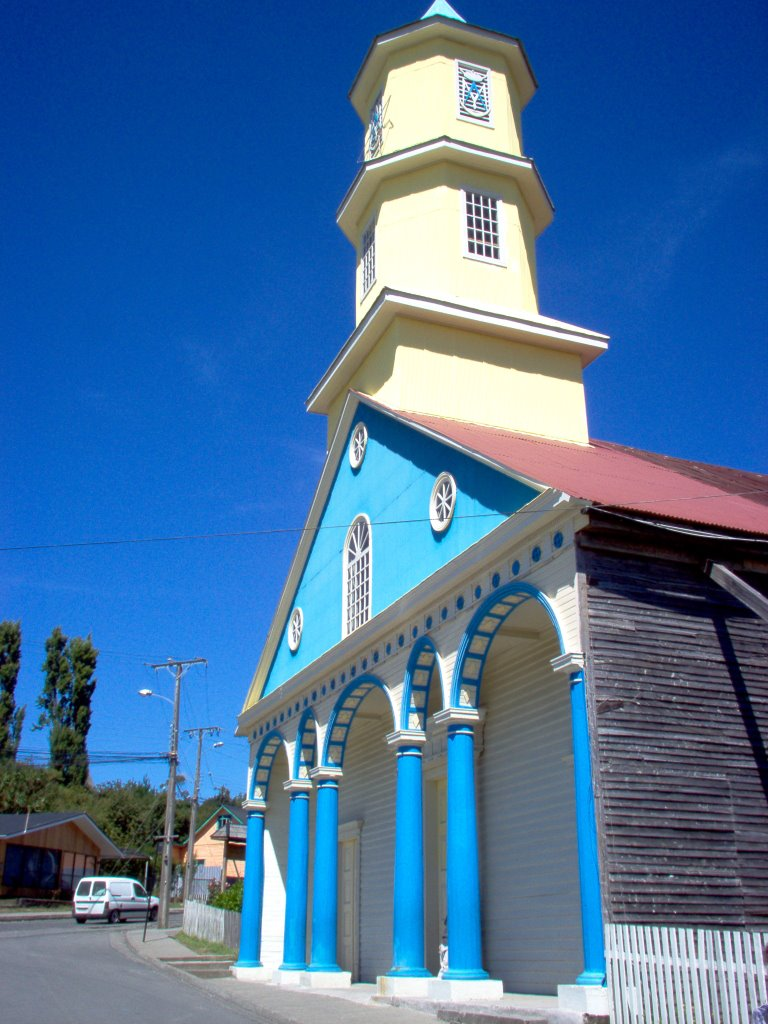

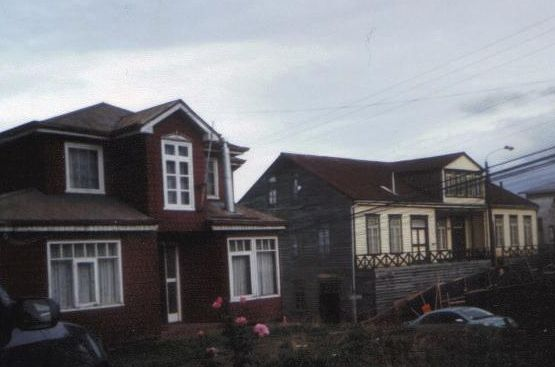

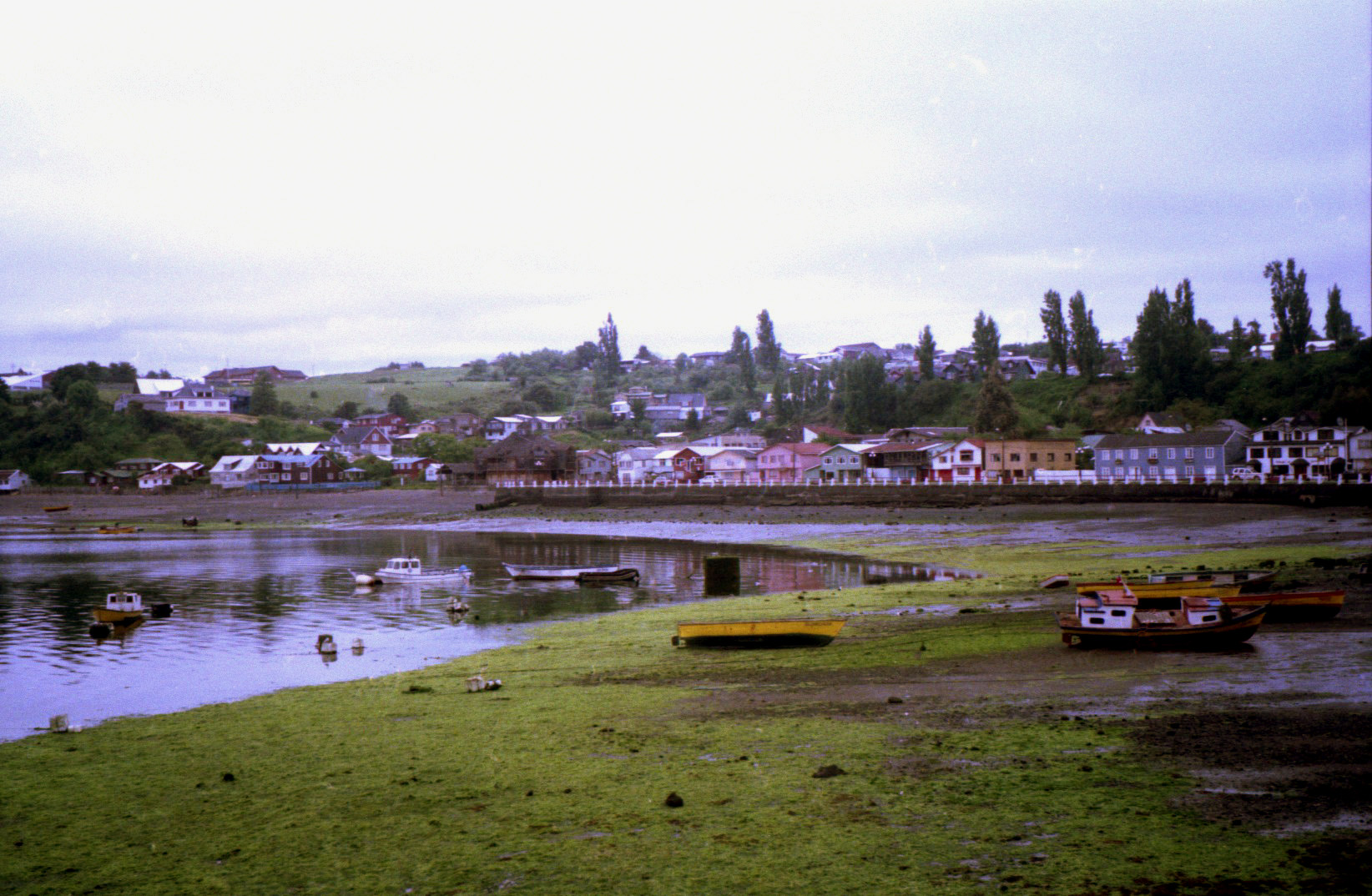

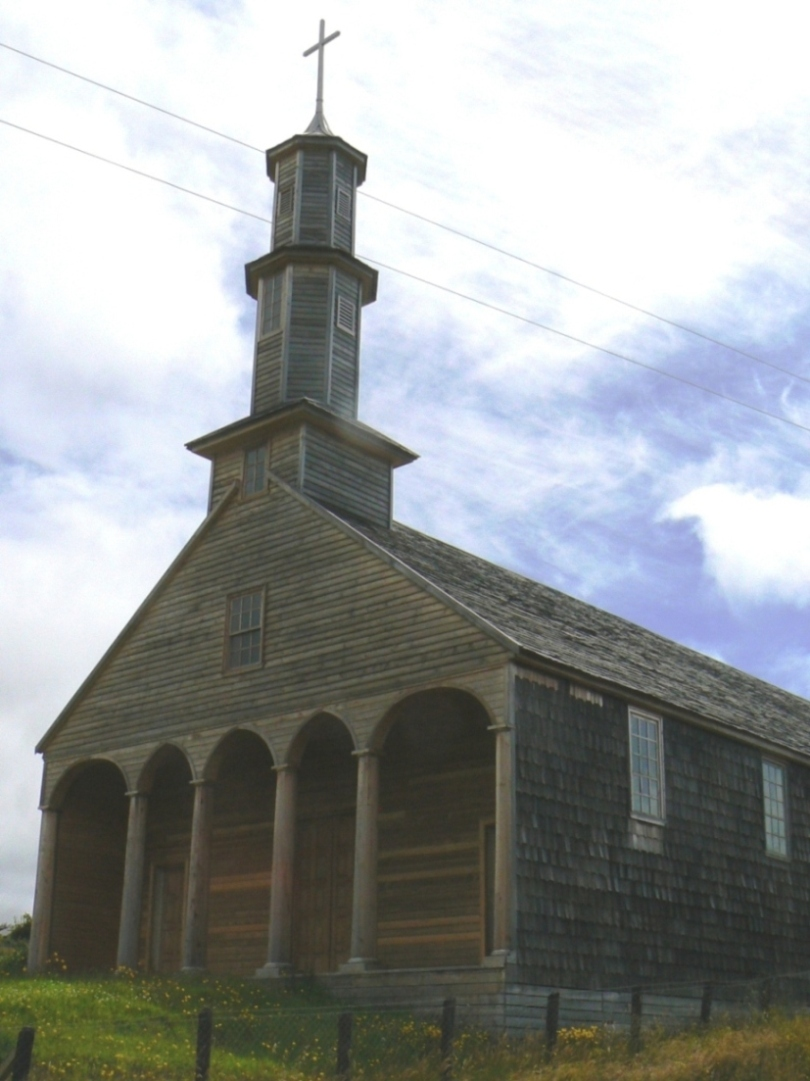

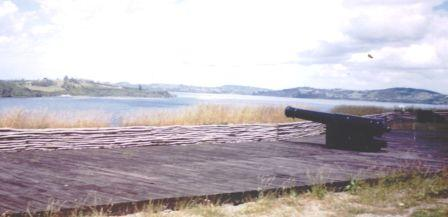

瓊奇（西班牙語：Chonchi），是智利的城鎮，位於該國中南部湖大區的奇洛埃省，始建於1767年，面積1,362.1平方公里，海拔高度26米，2012年人口12,959人，人口密度每平方公里9.5人。